# Valérie Dittli
Pour les articles homonymes, voir Dittli.
Valérie Dittli, née le 7 octobre 1992 à Oberägeri (originaire de Gurtnellen), est une personnalité politique suisse, membre du Centre.
Elle est conseillère d'État du canton de Vaud depuis juillet 2022.

## Biographie
Valérie Dittli naît le 7 octobre 1992 à Oberägeri, dans le canton de Zoug. Elle est originaire de Gurtnellen, dans le canton d'Uri. Son père est agriculteur biologique, sa mère éducatrice sociale. Son grand-père est une personnalité démocrate-chrétienne du canton de Zoug et le président du Centre, Gerhard Pfister, est un ami de la famille. Elle grandit à Oberägeri avec sa sœur aînée, Laura, future présidente de la section zougoise du Centre et membre du Conseil d'État du canton de Zoug, et son frère cadet, Dario.
Après son école secondaire et son gymnase dans le canton de Zoug, elle obtient un bachelor en droit à l'Université de Lucerne en 2015 et un master en droit à l'Université de Lucerne en 2016, puis poursuit ses études à l'Université de Lausanne, où elle occupe un poste d'assistante à la Faculté de droit depuis 2017 et soutient en août 2021 une thèse portant sur le droit des successions, paru en 2023 chez Stämpfli. Elle fait ensuite son stage d'avocate pour obtenir son brevet, d'abord à l'Administration cantonale des impôts du canton de Berne, puis dans une étude bernoise.

## Parcours politique
Elle adhère aux Jeunes démocrates-chrétiens du canton de Zoug au milieu des années 2010. Elle préside les Jeunes démocrates-chrétiens du canton de Vaud, puis la section vaudoise du Centre à partir de septembre 2020.
Elle se fait connaître en 2021, lors de l'assemblée générale de son parti qui entérine la fusion avec la section vaudoise du Parti bourgeois-démocratique, en annonçant la retraite politique de Jacques Neirynck et Claude Béglé, dont la rivalité « empoisonne la vie du parti »,.
Elle est candidate en 2021 au Conseil communal (législatif) de Lausanne et à la Municipalité (exécutif), mais n'est pas élue (5,7 % des voix à l'élection à la Municipalité), son parti disparaissant même du parlement communal.

### Conseil d'État
Candidate au Conseil d'État vaudois sur une liste unique de la droite, rassemblant dans une alliance inédite trois candidats du Parti libéral-radical et un candidat de l'UDC en plus de sa propre candidature, elle crée la surprise en terminant au septième rang à l'issue du premier tour le 20 mars 2022 alors qu'elle n'a aucune expérience dans un organe politique et que son parti ne décroche aucun siège au Grand Conseil, où elle était également candidate,,. Elle est élue au deuxième tour, le 10 avril 2022, avec 49 % des voix (80 431 suffrages), devant la sortante socialiste Cesla Amarelle, qui en récolte 46 % (76 060 suffrages).
Son élection est qualifiée dans Le Temps de « l’une des plus grandes surprises de l’histoire politique romande » et fait basculer la majorité du gouvernement à droite. C'est la première fois que le Centre (et son prédécesseur le Parti démocrate-chrétien) accède au Conseil d'État vaudois. Elle est l'une des plus jeunes conseillères d'État de l'histoire suisse, la plus jeune de Suisse romande depuis Pierre Kohler. Depuis l'accession de sa sœur aînée Laura Dittli au Conseil d'État du canton de Zoug le 1er janvier 2023, c'est aussi la première fois dans l'histoire suisse que deux frères et sœurs siègent simultanément dans un gouvernement cantonal.

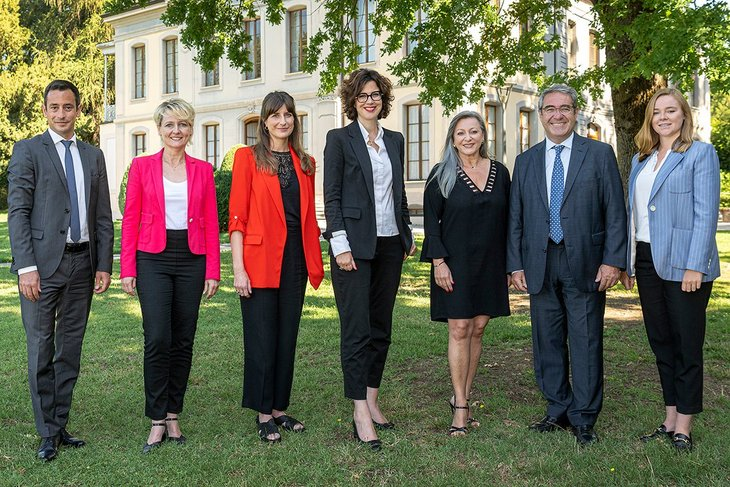
Le Conseil d'État vaudois, en 2022.

En 2023, les médias révèlent sa domiciliation fiscale dans le canton de Zoug, en 2016 et 2021, alors qu'elle est active dans le canton de Vaud,,. L'expertise externe commandée par le Conseil d'État conclut qu'elle « avait le choix », les célibataires de moins de 30 ans pouvant être domiciliés chez leurs parents ou dans leur lieu d'activité effectif. L'animosité à l'égard de la politicienne d'origine alémanique soulève la question de la barrière des Rösti en Suisse romande.
Elle prend ses fonctions à la tête du Département des finances et de l'agriculture le 1er juillet 2022. 
En 2024, le Conseil d’État commande une analyse externe auprès de Jean Studer sur des dysfonctionnements organisationnels, institutionnels et professionnels à la Direction générale de la fiscalité,. Cet audit conclut que le gouvernement se devait de prendre des mesures pour assurer « le bon fonctionnement » de l’État. Le Conseil d’État décide dans un premier temps, le 21 mars 2025, de retirer à Valérie Dittli la gestion des finances avec effet immédiat. Elle conserve alors l'agriculture, la viticulture et les affaires vétérinaires. Une nouvelle répartition décidée début avril donne à partir du 1er juin l'agriculture, la durabilité et le climat, et le numérique au département de Valérie Dittli, tandis que les finances passent au département de Christelle Luisier,.

## Positionnement politique
Elle se dit « centriste pure et dure » et proche des Vert'libéraux. 
Au début de son mandat au gouvernement vaudois, elle assiste à toutes les séances du groupe UDC au Grand Conseil et semble très à droite, notamment en raison de sa décision de procéder à des tirs de régulation du loup.

## Publication
- (de) Valérie Dittli, Der Vertrag zugunsten Dritter auf den Todesfall : unter besonderer Berücksichtigung des Valutaverhältnisses, Stämpfli, 2023, 296 p. (ISBN 9783727264276).